# Aeroportul Yaoundé
Aeroportul Yaoundé (IATA: YAO, ICAO: FKKY) este un aeroport din Yaoundé, Provincia Centru, Camerun, Camerun ce deservește zona Bamenda.
Situat la o altitudine de 751 m, aeroportul dispune de o singură pistă. Este operat de Cameroon Air Force⁠(d).